# Baquílides
Baquílides (grec antic: Βακχυλίδης, llatí: Bacchylides) fou un dels grans poetes lírics de Grècia. Era nascut a Iulis, a l'illa de Ceos, i va viure entre els segles VI i V aC.
Era nebot de Simònides de Ceos i fill de Medó o Miló. El seu avi patern va ser un atleta que portava el seu mateix nom. No se sap res més de la seva vida, tret que va viure a la cort de Hieró I de Siracusa junt amb Simònides i Píndar. Eusebi de Cesarea diu que va florir cap a l'any 450 aC, però com que Hieró I va morir el 467 aC i Baquílides ja era famós en vida del tirà, la data més probable és que florís el 470 aC. Uns escolis a Píndar deixen constància de la rivalitat entre Baquílides i Píndar.
Va deixar nombrosos poemes anomenats epinicis (cançons en honor dels guanyadors dels jocs), himnes, peans, ditirambes, prosòdies, hiporquemes, eròtiques i uns cànons de beure anomenats parenia. A mitjan segle xix, i a despit de la popularitat de què havia gaudit a l'antiguitat, de totes aquestes composicions no en restava més que 61 fragments procedents de citacions de gramàtics antics. Però el 1896 es féu una troballa de papirs al sud d'Hermòpolis Magna que revelà un bon nombre d'odes i ditirambes de Baquílides, que foren estudiats i publicats per Frederic Kenyon el 1897.
La seva poesia es distingia, com Simònides, per l'elegància i finesa de les seves composicions. Cassi Longí el considera inferior a Píndar en força i energia, però el seu llenguatge era més fàcil i assequible, cosa que li va donar molta popularitat. Unes lamentacions seves sobre l'inexorable caràcter del destí i la necessitat de sotmetre's a la mort recorda les elegies jòniques. Igual que els seus predecessors en poesia lírica, va escriure en dialecte dòric, però introduint algunes formes àtiques.